# Středočeské muzeum v Roztokách u Prahy
Středočeské muzeum v Roztokách u Prahy se nachází na levém břehu Vltavy několik kilometrů severně od Prahy. Bylo založeno v roce 1957 a dobou svého vzniku patří mezi nejmladší regionální muzea v Čechách. Jeho areál tvoří především objekt renesančního roztockého zámku s vnitřním nádvořím, dále centrální nádvoří obklopené bývalými hospodářskými budovami a přilehlý zámecký park. Do komplexu muzea patří též v blízkosti stojící objekty Braunerova mlýna a Ateliéru Zdenky Braunerové. Zřizovatelem muzea je Středočeský kraj.

## Historie objektů muzea

### Zámek

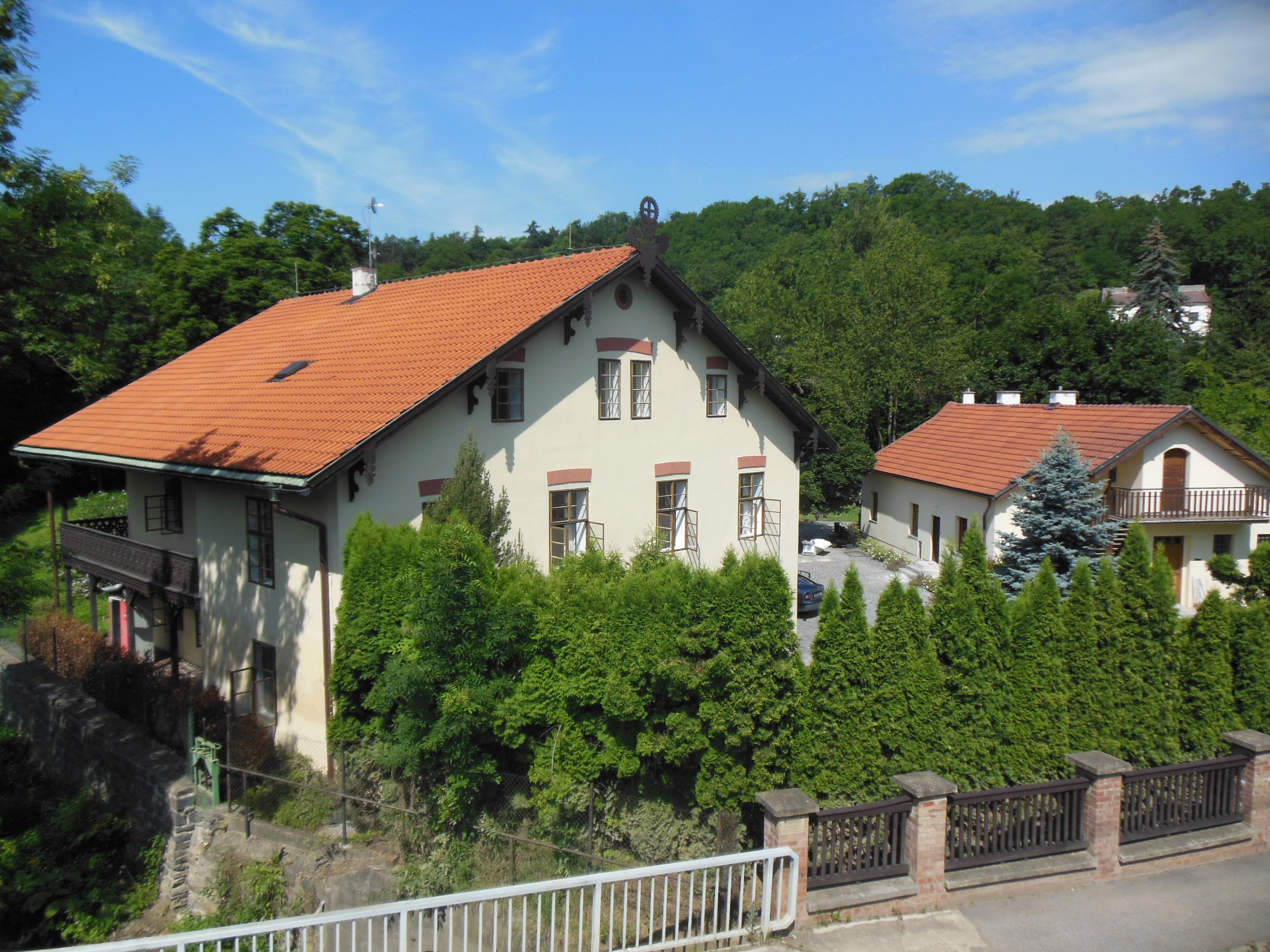
Braunerův mlýn a ateliér Zdenky Braunerové v Roztokách u Prahy (2013)

Renesanční zámek vznikl koncem 16. a začátkem 17. století přestavbou paláce s kaplí postaveného na místě původní gotické vodní tvrze pocházející ze 13. století. Dnešní podobu včetně arkád lemujících vnitřní nádvoří získal zámek stavebními úpravami z 18. století. V 19. století byl založen kolem zámku anglický park se vzácnými stromy a trvale umístěnými sochami ze 17.–19. stol. Později přibyla i díla sochařky Hedviky Zaorálkové. V zadní části centrálního nádvoří je umístěn bronzový odlitek antické sochy boha Herma s malým Dionýsem. V bývalých hospodářských budovách kolem centrálního nádvoří byly zbudovány výstavní síně a další prostory pro pořádání krátkodobých výstav, doprovodných akcí a dalších kulturních programů. Vzniklo zde též návštěvnické centrum s malou kavárnou.

### Braunerův mlýn a Ateliér Zdenky Braunerové
Objekt mlýna, který v roce 1861 zakoupil advokát a významný český politik František August Brauner, byl pro potřeby muzea upraven koncem 70. let 20. století a nese název Braunerův mlýn. Dětství a mládí zde prožila i jeho dcera, malířka Zdenka Braunerová, která v sousedství mlýna nechala v letech 1903–1904 postavit podle vlastního návrhu ateliér ve stylu anglického venkovského domu. Jeho interiér vybavila stylovým nábytkem, obrazy, uměleckými předměty z keramiky a skla a lidovými výšivkami. Po ničivých povodních roku 2002 si oba objekty vyžádaly stavební úpravy. V případě ateliéru se jednalo o rozsáhlou rekonstrukci, která uvedla objekt do původního vzhledu. Za tuto zdařilou rekonstrukci budovy a zachování dobového prostředí atelieru získalo výstavy Středočeské muzeum cenu Gloria musealis v kategorii Muzejní počin roku 2005. V atelieru je stálá expozice české malířky, grafičky a knižní výtvarnice Zdenky Braunerové a připomíná místo setkávání předních českých i evropských umělců, mezi kterými byli i malíř Antonín Chittussi, spisovatel Vilém Mrštík nebo básník Julius Zeyer. Při povodni v roce 2013 byly mlýn i ateliér opět poničeny. Znovuotevření ateliéru po opravách se předpokládá v létě 2015.

## Generální rekonstrukce
Zámek i s jeho nejbližším okolím byl značně poškozen během ničivých povodní v roce 2002. Na podzim 2011 začala generální rekonstrukce exteriérů, při které byly provedeny kompletní opravy omítek, dlažeb, sklepů, půdy, zahrady i terénu kolem objektu i rekonstrukce krovů. V letech 2013–2014 byly rekonstruovány interiéry, byl restaurován renesanční sál a stropní výmalba gotické věže. Bylo zbudováno infocentrum, zázemí pro cykloturisty, zrenovováno hygienické zařízení v přízemí zámku a instalován výtah. Slavnostní otevření muzea po rekonstrukci se konalo 19. června 2014 a v pátek 20. června 2014 se opět otevřelo veřejnosti.
V muzeu byly zřízeny dvě nové stále expozice s historickou tematikou:
- Vrchnostenská správa panství aneb jak bydlel a úřadoval pan správce
- Život v letovisku aneb jak se jezdilo do Roztok na letní byt

Výstavní prostory jsou vybaveny autentickým dobovým nábytkem i doplňky, z nichž některé byly získány přímo z roztockých vil. Nechybí ani ukázky prvorepublikové módy.

## Archeologické sbírky
Muzeum spravuje dva archeologické sbírkové fondy s více než 550 tisíci kusy sbírkového materiálu. První je tvořen tzv. podsbírkou, tj. nálezy zakladatelů muzea, amatérských spolupracovníků a přebíraných školních a soukromých sbírek. Nálezy dokumentují kulturní vývoj v lokalitách Černý Vůl, Roztoky u Prahy, Velké Přílepy, Úholičky, Statenice, Tuchoměřice a Libčice nad Vltavou od mladší doby kamenné-neolitu, přes středověk, střední dobu bronzovou, dobu římskou až do doby stěhování národů. V roce 2001 byl sbírkový fond rozšířen o tzv. Archeologickou sbírku Středočeského muzea v Roztokách u Prahy, zahrnující nálezy především z archeologických průzkumů v okolí Hostivice a povodí Litovického potoka od roku 2001 dále.
Oba sbírkové fondy jsou uloženy v depozitářích Středočeského muzea v Roztokách u Prahy v Libčicích nad Vltavou.

## Výstavy

### Letní keramická plastika
Návštěvnost Středočeského muzea v Roztokách u Prahy zvýšila akce s názvem Letní keramická plastika (LKP) (Summer exhibition of ceramic sculpture), která se od r. 2006 přesunula do jeho prostor z tradičního místa bechyňské klášterní zahrady, kde se konala pravidelně od roku 1993 pod názvem Letní plastika. Původně studentská akce, která chtěla představit práce žáků umělecké školy v Bechyni veřejnosti, se během času rozrostla v unikátní výstavu keramických soch a plastik českých i zahraničních umělců pod širým nebem. Výstavy se konají každoročně od června po celé léto až do konce září. Cílem výstavy je představit široké veřejnosti tvorbu sochařů a keramiků všech věkových skupin a možnosti jejího začlenění do kontextu současného výtvarného umění. Surovinou, ze které vznikají vystavené exponáty, je keramická nebo porcelánové hmota, někdy též v kombinaci s jinými materiály. Sochy a geometrické či abstraktní plastiky jsou vytvářeny, případně vybírány, přímo pro prostory, kde budou vystaveny. Jejich začleněním do přírodních scenérií zámecké zahrady a nádvoří je umocněno jejich umělecké vyznění.
Základní, poměrně stálá, skupina vystavujících se obměňuje pouze přizváním jednotlivých studentů uměleckých škol nebo účastníků ze zahraniční. Každý ročník výstavy má také jednoho nebo dva čestné hosty z řad známých sochařů a keramiků. V minulosti tak vystavovali na LKP svá díla umělci: Jan Hendrych, Miloslav Chlupáč, Pavel Knapek, Jan Koblasa, Pravoslav Rada, Václav Šerák, Lubomír Šilar, Bohumil Zemánek, Elžbieta Grosseová a Jindra Viková.
V areálu Středočeského muzea v Roztokách u Prahy proběhly dosud výstavy LKP:
14. ročník 30. 6. – 30. 9. 2006, čestný host: Miloslav Chlupáč
15. ročník 23. 6. – 30. 9. 2007
16. ročník 21. 6. – 30. 9. 2008
17. ročník 20. 6. – 30. 9. 2009, čestný host: Pavel Knapek a Bohumil Zemánek in memoriam
18. ročník 26. 6. – 3. 10. 2010, čestný host: Pravoslav Rada
(Z důvodu rekonstrukce zámku a částečného znepřístupnění zámeckého parku se 19. ročník LKP konal 18. 6. – 2. 10. 2011 v areálu hradu Klenová u Klatov, čestným hostem byl in memoriam Mojmír Preclík. Také 20. jubilejní ročník výstavy LKP proběhl ve stejném prostředí 19. 6. – 31. 10. 2012).
Po skončení rekonstrukce a zpřístupnění celého parku se v roce 2014 konal ve dnech 14. 6. – 31. 10 2014 21. ročník výstavy Letní keramická plastika opět v areálu Středočeského muzea v Roztokách u Prahy.
Záštitu nad výstavami LKP převzalo Uměleckoprůmyslové muzeum Praha (UPM). V rámci akce nazvané Ozvěny Letní keramické plastiky (OLKP) (Echoes of the Summer Exhibition of Ceramic Sculpture) umisťuje pravidelně několik keramických plastik z minulých ročníků na pozemek zahrady u budovy UPM v centru Prahy. Návštěvníci měli doposud možnost si je prohlédnout při muzejních nocích nebo o vybraných (předem oznámených) letních víkendech. V roce 2010 se výstava OLKP konala v areálu zámku Kamenice nad Lipou.